# Chinchillaratten
Die Chinchillaratten (Abrocomidae) sind eine Familie aus der Unterordnung der Stachelschweinverwandten (Hystricomorpha) innerhalb der Nagetiere. Die Familie umfasst zwei Gattungen mit zehn Arten.

## Verbreitung
Chinchillaratten bewohnen die Andenregion im südwestlichen Südamerika, ihr Verbreitungsgebiet umfasst den Süden Perus, Bolivien, das nordwestliche Argentinien und die nördlichen und mittleren Regionen Chiles.

## Beschreibung
Chinchillaratten sind rattenähnliche Tiere mit einer spitzen Schnauze, großen runden Ohren und großen Augen. Ihr Fell ist lang und weich, es ähnelt dem Chinchillafell und ist silbergrau oder bräunlich gefärbt, wobei die Unterseite heller ist. Die Beine sind kurz, die Vorderfüße haben vier und die Hinterfüße fünf Zehen, die weiche nagelartige Krallen tragen. Der Schwanz ist kürzer als der Körper und dicht behaart. Diese Tiere erreichen eine Kopfrumpflänge von 15 bis 25 Zentimetern, eine Schwanzlänge von 6 bis 18 Zentimetern und ein Gewicht von rund 200 bis 300 Gramm.

## Lebensweise
Lebensraum der Chinchillaratten sind Gebirgsregionen bis in 5000 Meter Seehöhe. Sie leben in kleinen Gruppen von rund sechs Tieren in Erdbauen oder Höhlen. Sie sind nachtaktiv und können sehr gut klettern, zur Nahrungssuche findet man sie oft auf Bäumen oder Sträuchern. Die Nahrung dieser Tiere besteht vorwiegend aus Samen, Früchten und Nüssen.

## Fortpflanzung
Über die Fortpflanzung dieser Tiere ist wenig bekannt. Die Tragzeit wird auf rund 120 Tage und die Wurfgröße auf eins bis zwei geschätzt. Das höchste bekannte Alter einer Chinchillaratte betrug knapp zweieinhalb Jahre.

## Parasiten
Eine Reihe von Ektoparasiten sind an Chinchillaratten angepasst. An Tierläusen kommen die Gattung Abrocomaphthirus und die Familie Abrocomophagidae vor, an Flöhen Delostichus coxalis und Tetrapsyllus corfidii und an Zecken Ixodes sigelos.

## Chinchillaratten und Menschen
Da ihr Fell dem der Chinchillas ähnlich sieht, wurden Chinchillaratten zeitweilig gejagt. Ein kommerzieller Handel hat sich jedoch nicht etabliert, da die Pelze weit weniger wertvoll sind. Es gab allerdings Berichte, wonach ihre Felle manchmal gutgläubigen Touristen als echte Chinchillafelle überteuert verkauft wurden. Die Zerstörung des Lebensraumes hat darüber hinaus dazu geführt, dass sie mancherorts selten geworden sind. Insgesamt sind sie weniger gefährdet als andere Nagetierarten, nur Abrocoma boliviens wird von der IUCN als gefährdet gelistet.

## Systematik

### Externe Systematik
Die Beziehungen zu anderen Nagetiergruppen sind immer noch umstritten. Nach McKenna und Bell (Classification of Mammals: Above the Species Level) bilden sie zusammen mit den Chinchillas die Überfamilie der Chinchillaartigen (Chinchilloidea); andere Forschungsergebnisse ordnen sie in die Nähe der Trugratten (Octodontidae) ein.

### Die Arten
Es sind zwei Gattungen und zehn Arten bekannt:
- Abrocoma
  - Chile-Chinchillaratte (Abrocoma bennettii) lebt im zentralen Teil Chiles.
  - Bolivien-Chinchillaratte (Abrocoma boliviensis) ist im mittleren Teil Boliviens beheimatet.
  - Catamarca-Chinchillaratte (Abrocoma budini)
  - Graue Chinchillaratte (Abrocoma cinerea) bewohnt die Altiplano-Region in Peru, Bolivien und Nordwest-Argentinien.
  - Famatina-Chinchillaratte (Abrocoma famatina)
  - Sierra-del-Tontal-Chinchillaratte (Abrocoma shistacea)
  - Uspallata-Chinchillaratte (Abrocoma uspallata)
  - Mendoza-Chinchillaratte (Abrocoma vaccarum) lebt im westlichen Argentinien, wird aber oft als Unterart von A. cinerea geführt.
- Inkaratten (Cuscomys)
  - Ashaninka-Inkaratte (Cuscomys ashaninka) wurde erst 1999 in der Nähe von Cusco entdeckt. Die Art hat einen auffälligen weißen Streifen auf ihrem Kopf.
  - Machu-Picchu-Inkaratte (Cuscomys oblativa) war ursprünglich nur durch subfossile Überreste aus einem 1912 untersuchten Inka-Grab nahe Machu Picchu bekannt und wurde 2009 erstmals lebend fotografiert.[2]